# Aa paleacea
Aa paleacea, vrsta orhideje u rodu Aa. Ova vrsta rasprostranjena je sve od južne Kostarike na jug do Ekvadora i Perua. Raste na visin ama od 2 900 do9 4 400 metara.

## Sinonimi
- Altensteinia paleacea (Kunth) Kunth
- Ophrys paleacea Kunth